# Psilogobius prolatus
Psilogobius prolatus es una especie de peces de la familia de los Gobiidae en el orden de los Perciformes.

## Morfología
Los machos pueden llegar a alcanzar los 5,5 cm de longitud total.

## Hábitat
Es un pez de Mar y, de clima tropical y asociado a los  arrecifes de coral que vive hasta los 15 m de profundidad.

## Distribución geográfica
Se encuentra en Australia e Indonesia.

## Observaciones
Es inofensivo para los humanos. 